# Кемеровский район
Ке́меровский райо́н — административно-территориальная единица (район) в Кемеровской области России и одноимённое бывшее муниципальное образование (муниципальный район, преобразованный в 2019 году в муниципальный округ).
Административный центр — город Кемерово (не входит в состав района и округа).

## География
Кемеровский район расположен на северо-западе Кузбасса. Площадь района — 4391 кв. км, что составляет 4,59 процента территории Кемеровской области. 
Кемеровский район граничит: на юге – с Крапивинским и Промышленновским районами, на востоке – с Ижморским, Чебулинским, Тисульским районами, на западе – с Топкинским, на севере – с Яйским и Яшкинским районами.
Площадь территории — 4,4 тысячи квадратных километров :
- передано в пользование – 221724,5 га;
- сдано в аренду – 1719,8 га;
- площадь, находящаяся в собственности у граждан – 33050,9 га
- площадь, находящаяся в собственности у юридических лиц – 1290,7 га;

По использованию, всего: 4,5 тысячи квадратных километров :
- земли поселений – 5593,1 га;
- земли промышленности – 9398,1 га;
- земли транспорта, связи, инженерных коммуникаций – 2208,7 га;
- земли сельскохозяйственного назначения – 140688 га  — 39,4 % (в том числе пашня — 29,7 %)
- земли особо охраняемых территорий – 735,5 га — 6,6 %
- земли водного фонда – 3435 га — 1,6 %
- земли лесного фонда – 269377 га — 52,4 %

## История
Кемеровский район был образован 11 августа 1924 года на съезде Совета рабоче-крестьянских и красноармейских депутатов. В него вошли 11 сельсоветов. Одновременно с ним был образован Щегловский район; граница между районами проходила по реке Томь.
Перед властями Кузбасского округа остро стоял вопрос о соответствии его административного центра — Щегловска — городскому статусу: согласно принятому ВЦИК 5 сентября 1924 года «Положению о городских и сельских поселениях» для признания поселения городом заниматься в нём сельским хозяйством должно было не более 25 % населения, а Щегловск этому требованию не удовлетворял. Для закрепления городского статуса властям необходимо было механически повысить процент рабочих в городе. Взгляд их обратился на деревню Кемерово на противоположном берегу реки, поскольку там действовал рудник и находилась большая железнодорожная станция. Толчком стало постановление ВЦИК от 23 января 1928 года, которым деревня Кемерово была отнесена к категории рабочих поселков и создавалась комиссия по организации поссовета. Но уже 12 ноября 1928 года новым постановлением ВЦИК в состав города Щегловска включались «бывшее с. Кемерово, ст. Кемерово Томской ж.д., химический завод и поселок при нем, Кемеровский рудник и поселок при нем». С утратой деревней Кемерово статуса самостоятельного поселения был ликвидирован и Кемеровский район: постановлением Президиума Сибрайисполкома от 6 февраля 1929 года Кемеровский район был упразднён и присоединен к Щегловскому району.
В 1932 году город Щегловск был переименован в Кемерово, одновременно с этим был упразднён Щегловский район.
Указом Президиума ВС РСФСР от 18 февраля 1939 года Кемеровский район был восстановлен из сельской местности Кемеровского горисполкома, включив 16 сельсоветов и 105 населенных пунктов.
Законом Кемеровской области от 17 декабря 2004 года Кемеровский район был также наделён статусом муниципального района, в котором были образованы 9 муниципальных образований (сельских поселений).
В августе-сентябре 2019 года Кемеровский муниципальный район был упразднён, а все входившие в его состав поселения были преобразованы путём объединения в Кемеровский муниципальный округ.
Кемеровский административный район как административно-территориальная единица области сохраняет свой статус.

## Население
| 2002    | 2009    | 2010    | 2011    | 2012    | 2013    | 2014    | 2015    | 2016    |
| ------- | ------- | ------- | ------- | ------- | ------- | ------- | ------- | ------- |
| 39 036  | ↗44 152 | ↗45 459 | ↗45 525 | ↘45 440 | ↗46 034 | ↗46 883 | ↘46 792 | ↗47 141 |
| 2017    | 2018    | 2019    | 2020    | 2021    | 2025    |         |         |         |
| ↘47 130 | ↘46 521 | ↗46 556 | ↗47 123 | ↘46 576 | ↘44 910 |         |         |         |

### Национальный состав
| Национальность        | Численность |
| --------------------- | ----------- |
| Всего                 | 46 883      |
| Русские               | 93,8%       |
| Татары                | 1,1%        |
| Чуваши                | 1,0%        |
| Армяне                | 0,7%        |
| Немцы                 | 0,7%        |
| Украинцы              | 0,7%        |
| Таджики               | 0,3%        |
| Другие национальности | 1,7%        |

Удельный вес в общей численности населения: 
городского населения – 0; 
сельского – 100 процентов; 
мужчин – 48,5 процента; 
женщин – 51,5 процента.
Общая площадь жилищного фонда всех форм собственности составляет 895,8 тыс. м², из которого оборудовано водопроводом 93,4 % от общей площади, центральным отоплением — 72,6 %, горячим водоснабжением — 30,4 %. По генеральному плану развития города Кемерово до 2030 года, площадь Кемеровского района уменьшится, но не значительно.

## Административно-муниципальное устройство
В рамках административно-территориального устройства области Кемеровский административный район включает 9 сельских территорий (границы которых совпадают с одноимёнными сельскими поселениями соответствующего муниципального района).
В рамках муниципального устройства Кемеровский муниципальный район  с 2006 до 2019 гг. включал 9 муниципальных образований со статусом сельских поселений:
| № | Муниципальное образование               | Административный центр | Количество населённых пунктов | Население (чел.) | Площадь (км²) |
| - | --------------------------------------- | ---------------------- | ----------------------------- | ---------------- | ------------- |
| 1 | Арсеньевское территориальное управление | посёлок Разведчик      | 11                            | ↘1498            | 2015,433      |
| 2 | Береговое территориальное управление    | деревня Береговая      | 6                             | ↘4238            | 247,111       |
| 3 | Берёзовское территориальное управление  | село Берёзово          | 4                             | →6600            | 112,745       |
| 4 | Елыкаевское территориальное управление  | село Елыкаево          | 20                            | ↘6784            | 776,30        |
| 5 | Звёздное территориальное управление     | посёлок Звёздный       | 6                             | ↘3902            | 186,832       |
| 6 | Суховское территориальное управление    | посёлок Металлплощадка | 2                             | ↗7344            | 22,442        |
| 7 | Щегловское территориальное управление   | посёлок Щегловский     | 13                            | ↘5493            | 620,838       |
| 8 | Ягуновское территориальное управление   | село Ягуново           | 4                             | ↗3776            | 157,309       |
| 9 | Ясногороское территориальное управление | посёлок Ясногорский    | 5                             | ↘6921            | 160,725       |

### Населённые пункты
В состав района входит 71 населённый пункт:
| №  | Населённый пункт  | Тип населённого пункта | Население | Сельское поселение |
| -- | ----------------- | ---------------------- | --------- | ------------------ |
| 1  | Александровка     | деревня                | 3         | Елыкаевское        |
| 2  | Андреевка         | село                   | 1229      | Елыкаевское        |
| 3  | Арсентьевка       | посёлок                | 125       | Арсентьевское      |
| 4  | Барановка         | село                   | 1152      | Щегловское         |
| 5  | Бердовка          | посёлок                | 18        | Арсентьевское      |
| 6  | Береговая         | деревня                | 1974      | Береговое          |
| 7  | Берёзово          | село                   | 2360      | Берёзовское        |
| 8  | Благодатный       | посёлок                | 439       | Звёздное           |
| 9  | Буреничево        | разъезд                | 193       | Ясногорское        |
| 10 | Верхотомское      | село                   | 1697      | Щегловское         |
| 11 | Вознесенка        | деревня                | 12        | Елыкаевское        |
| 12 | Воскресенка       | деревня                | 147       | Елыкаевское        |
| 13 | Вотиновка         | посёлок                | 60        | Арсентьевское      |
| 14 | Денисово          | деревня                | 15        | Звёздное           |
| 15 | Дмитриевка        | деревня                | 34        | Арсентьевское      |
| 16 | Елыкаево          | село                   | 2748      | Елыкаевское        |
| 17 | Журавлево         | деревня                | 293       | Елыкаевское        |
| 18 | Жургавань         | деревня                | 119       | Елыкаевское        |
| 19 | Заря              | деревня                | 89        | Ягуновское         |
| 20 | Звёздный          | посёлок                | 1385      | Звёздное           |
| 21 | Известковый       | посёлок                | 30        | Щегловское         |
| 22 | Илиндеевка        | деревня                | 9         | Елыкаевское        |
| 23 | Камышная          | деревня                | 417       | Ясногорское        |
| 24 | Крёково           | деревня                | 36        | Звёздное           |
| 25 | Кузбасский        | посёлок                | 1520      | Береговое          |
| 26 | Ленинградский     | посёлок                | 415       | Береговое          |
| 27 | Ляпки             | деревня                | 143       | Елыкаевское        |
| 28 | Мазурово          | село                   | 1108      | Ясногорское        |
| 29 | Малиновка         | деревня                | 2         | Елыкаевское        |
| 30 | Мамаевский        | посёлок                | 161       | Ягуновское         |
| 31 | Маручак           | деревня                | 67        | Береговое          |
| 32 | Металлплощадка    | посёлок                | ↗6425     | Суховское          |
| 33 | Михайловский      | посёлок                | 0         | Елыкаевское        |
| 34 | Мозжуха           | деревня                | 1913      | Звёздное           |
| 35 | Нижняя Суета      | село                   | 30        | Арсентьевское      |
| 36 | Новая Балахонка   | деревня                | 254       | Щегловское         |
| 37 | Новоискитимск     | посёлок                | 1168      | Ягуновское         |
| 38 | Новоподиково      | посёлок                | 114       | Щегловское         |
| 39 | Новостройка       | посёлок                | ↗3241     | Берёзовское        |
| 40 | Осиновка          | деревня                | 303       | Елыкаевское        |
| 41 | Панинск           | посёлок                | 8         | Елыкаевское        |
| 42 | Пещерка           | деревня                | 151       | Щегловское         |
| 43 | Подъяково         | деревня                | 193       | Щегловское         |
| 44 | Привольный        | посёлок                | 141       | Елыкаевское        |
| 45 | Пригородный       | посёлок                | 2387      | Ясногорское        |
| 46 | Пугачи            | деревня                | 176       | Берёзовское        |
| 47 | Разведчик         | посёлок                | 1034      | Арсентьевское      |
| 48 | Ровенский         | посёлок                | 100       | Арсентьевское      |
| 49 | Семёновский       | посёлок                | 1         | Звёздное           |
| 50 | Силино            | село                   | 859       | Елыкаевское        |
| 51 | Смирновский       | посёлок                | 90        | Береговое          |
| 52 | Смолино           | деревня                | 294       | Береговое          |
| 53 | Солнечный         | посёлок                | 186       | Щегловское         |
| 54 | Солонечная        | деревня                | 147       | Елыкаевское        |
| 55 | Сосновка          | посёлок                | 46        | Арсентьевское      |
| 56 | Сосновка-2        | посёлок                | 168       | Арсентьевское      |
| 57 | Старая Балахонка  | деревня                | 106       | Щегловское         |
| 58 | Старочервово      | деревня                | 563       | Елыкаевское        |
| 59 | Сутункин Брод     | деревня                | 2         | Щегловское         |
| 60 | Сухая Речка       | деревня                | 551       | Берёзовское        |
| 61 | Сухово            | деревня                | 363       | Суховское          |
| 62 | Тебеньковка       | деревня                | 209       | Елыкаевское        |
| 63 | Упоровка          | деревня                | 189       | Елыкаевское        |
| 64 | Урманай           | деревня                | 3         | Елыкаевское        |
| 65 | Успенка           | посёлок                | 248       | Арсентьевское      |
| 66 | Усть-Хмелевка     | деревня                | 295       | Щегловское         |
| 67 | Черёмушки         | посёлок                | 286       | Щегловское         |
| 68 | Щегловский        | посёлок                | 1070      | Щегловское         |
| 69 | Юго-Александровка | посёлок                | 9         | Арсентьевское      |
| 70 | Ягуново           | село                   | 2471      | Ягуновское         |
| 71 | Ясногорский       | посёлок                | ↗3175     | Ясногорское        |

## Экономика
На территории муниципального района на 1 января 2007 года зарегистрировано 834 предприятия, объединений, их филиалов и других обособленных подразделений.
Основные виды промышленной деятельности:
- добыча полезных ископаемых (ООО Блок № 2 шахты «Анжерская-Южная», ООО «Разрез Северный Кузбасс», шахта «Романовская»),
- производство прочих неметаллических минеральных продуктов (ООО «Бетон-Сибирь»).

Основные направления сельскохозяйственного производства:
- овощеводство — СПК «Береговой», ОАО «совхоз Суховский»,
- племенное животноводство — ООО «Селяна» (бывший племзавод «Октябрьский»), ООО «Совхоз Звездный».
- На территории района расположен логистический центр ЗАО «Тандер» торговой сети «Магнит»,

## Образование и здравоохранение
В районе имеются следующие муниципальные учреждения: 26 школ и 17 детских садов, входящих в состав общеобразовательных школ; 2 детских сада, имеющих статус юридического лица; 2 учреждения по внешкольной работе с детьми (ДДТ, ДЮКФП); 2 детских дома; 31 сельский Дом культуры и клубов; 31 библиотека; 2 музыкальные школы; 16 киноустановок, 9 народных коллективов, 5 автоклубов, Экомузей-заповедник «Тюльберский городок»; 4 подростковых спортивных клуба, 3 спортивные школы; 27 фельдшерско-акушерских пунктов, 8 врачебных амбулаторий, 4 отделения общей врачебной практики и одна участковая больница.
На территории района находятся организации, оказывающие услуги по оздоровлению населения всего Кузбасса: ООО Санаторий «Кедровый бор», ОАО Санаторий «Сосновый бор», ГОК «Притомье».
В общеобразовательных учреждениях обучаются 3 895 человек и 939 детей посещают дошкольные учреждения. Общая численность педагогов в общеобразовательных и дошкольных учреждениях составила 530 человека. Количество детей обучающихся в 1 смену — 3 677 человек или 94,4 % к общему количеству детей и во 2 смену — 218 человек или 5,6 %. Количество детей посещающих детские дошкольные учреждения по возрасту: до 3-х лет — 134 ребёнка и от 3 до 7 лет — 805 детей. Обеспеченность дошкольными образовательными учреждениями 35,1 места на 100 детей дошкольного возраста. В районе имеются одна вечерняя школа, в которой обучается 272 человека (89 педагогов-совместителей), и два муниципальных детских дома, в которых находятся 244 воспитанника (из них 143 коррекционных ребёнка) (83 педагога — воспитателя).
Кроме того, на территории района находятся:
- Государственное специальное учебно-воспитательное учреждение открытого типа для детей и подростков с девиантным поведением "Губернаторская специальная общеобразовательная школа в п. Ясногорский (Кемеровская область)
- ГОУ "Губернаторская женская гимназия-интернат" с.Елыкаево
- интернат с. Елыкаево;
- Государственное специальное учебно-воспитательное учреждение закрытого типа для детей и подростков с девиантным поведением "Кемеровская специальная общеобразовательная школа" имени народного учителя СССР Э.Г. Фельде с. Верхотомское

В трёх спортивных школах постоянно занимаются 1 331 учащихся, в том числе в специализированной спортивной школе СДЮШОР д. Тебеньки (сани) — 213 человек (8 тренеров), КДДЮСШ № 1 (гири, волейбол, лёгкая атлетика, полиатлон, настольный теннис) — 542 человека (16 тренеров), КДДЮСШ № 2 (шахматы, футбол, лыжи, лёгкая атлетика, полиатлон) — 576 человек (14 тренеров).
В настоящее время пользователей библиотек являются свыше 17 тысяч человек. Поддержка сети библиотек района, особенно в отдалённых местах, где они являются единственными центрами культуры и досуга, входит в число приоритетных направлений в деятельности управления культуры и кино.